# HKZ
HKZ (Harmonisatie Kwaliteitsbeoordeling in de Zorgsector) stelt kwaliteits- en veiligheidsnormen op voor ruim 30 branches in Zorg en Welzijn in Nederland. Bijvoorbeeld voor apotheken, verpleeghuizen, verzorgingshuizen & thuiszorgorganisaties, kinderopvang en GGZ. Aan deze normen is het HKZ-keurmerk verbonden. Een organisatie met dit keurmerk heeft intern de zaken goed op orde, stelt de klant principieel centraal en werkt voortdurend aan verbetering van de zorg- en dienstverlening. Inmiddels staan er bijna 4000 HKZ-certificaten uit en werken meer dan 10.000 organisaties met HKZ normen.
Sinds 1 mei 2012 is HKZ samengegaan met NEN. Het HKZ-keurmerk blijft bestaan als een van de keurmerken binnen NEN. Er is blijvende aandacht voor zowel herziening als ontwikkeling van HKZ-normen. Ook aan de ruim 3000 afgegeven HKZ-certificaten verandert niets.

## Zorg keurmerk
Zorginstellingen moeten zorg leveren die voldoen aan bepaalde kwaliteitseisen. Deze eisen staan beschreven in zorgwetgevingen zoals de WTZI en de Wkkgz. Naast het voldoen aan deze zorgwetgevingen kan een zorginstelling een keurmerk of certificering voor de kwaliteit van zorgverlening hebben. Een keurmerk geeft aan wat kwaliteit inhoudt en hoe deze wordt gemeten. Alleen organisaties die gecertificeerd zijn ontvangen een keurmerk.

## HKZ-normen
In de zorg en welzijn wordt veel gebruik gemaakt van HKZ-normen. Deze zijn afgeleid van ISO 9001, maar zijn specifiek voor de zorg en meer to the point dan ISO. HKZ stelt kwaliteits- en veiligheidsnormen op voor ruim 30 branches in de zorg en welzijn. Bijvoorbeeld voor apotheken, verpleeghuizen, verzorgingshuizen & thuiszorgorganisaties, kinderopvang en de GGZ. Aan elke norm is de HKZ certificering ofwel keurmerk verbonden.
Hieronder volgt een selectie van HKZ-normen.
- Kleine organisaties (HKZ 143)
- Zorg & Welzijn (HKZ 165)
- Zzp'ers in zorg en welzijn (HKZ 166)
- Algemeen organisatiedeel (HKZ 123)